# Pinassa de Sant Llogari
La Pinassa de Sant Llogari o Pinassa de la Sala és un arbre singular de mesures excepcionals del terme municipal de Castellterçol, a la comarca del Moianès. Apareix referenciada en algunes fonts toponímiques amb qualsevol dels dos noms esmentats.
Està ubicada a uns 550 metres en línia recta a l'est-nord-est de la masia de la Sala de Sant Llogari, tocant el marge esquerre de la riera de la Sala (Castellterçol) i als peus del turó del Castellet. Val a dir que en la cartografia oficial de l'Institut Cartogràfic de Catalunya de 2015 apareix el topònim amb un petit error d'ubicació, ja que es troba indicat a la vora dreta de la riera de la Sala (Castellterçol) quan en realitat es troba en el mateix indret però en el marge esquerre.
Es tracta d'un exemplar de Pinus nigra. Amb l'aplicació de diversos mètodes de mesura aproximada s'ha pogut estimar que ateny uns 25 metres d'alçada des de la base fins a l'àpex. Mesura 2,30 metres de corda (perímetre del tronc de l'arbre mesurat a una alçada aproximada d'1,5 metres).